# 埃里希·米肯贝格尔
埃里希·米肯贝格尔（德語：Erich Mückenberger，1910年6月8日—1998年2月10日），德国统一社会党政治局委员、中央监察委员会主席。

## 生平
1910年，出生于工人家庭。1924年，加入“社会主义工人青年”组织。1927年，入党。1933年，参加反法西斯斗争。1934年，被捕，在萨克森集中营关押两年，后去服兵役。
1945年，加入自由德国工会联合会，为社会民主党萨克森州领导人。1946年，德国共产党和德国社会民主党两党合并。1948年，任统一社会党萨克森州委第一书记。1949年，任图林根州委第一书记。1950年，为中央委员、政治局候补委员。1952年，任埃尔福特专区党委第一书记。
1953年，任中央委员会书记。1958年，为政治局委员。1961年，任法兰克福专区党委第一书记。1965年，为“德苏友协”中央理事会主席团成员。1971年，为党中央监察委员会主席。1989年，被驱逐出境。1998年，去世。